# Saint-André-de-la-Marche
Saint-André-de-la-Marche korábbi község Franciaország Loire mente régiójában, Maine-et-Loire megyében. 2015. december 15-én kilenc másik korábbi községgel egyesült és Sèvremoine új község része lett.
Lakosainak száma 2936 fő (2018. január 1.). Saint-André-de-la-Marche La Romagne, Roussay, La Séguinière és Saint-Macaire-en-Mauges községekkel határos.

## Népesség
A település népessége az elmúlt években az alábbi módon változott:
| Lakosok száma | 1176 | 1253 | 1604 | 1955 | 2417 | 2742 | 2843 | 2874 | 2890 | 2936 |
|               | 1962 | 1968 | 1982 | 1990 | 1999 | 2008 | 2011 | 2013 | 2017 | 2018 |